# Ковельская городская община
Ковельская городская община (укр. Ковельська міська громада) — территориальная община в Ковельском районе Волынской области Украины.
Административный центр — город Ковель.
Население составляет 73910 человек. Площадь — 314,4 км².
В соответствии с распоряжением Кабинета Министров Украины от 12 июня 2020 года, в состав общины вошла территория Ковельского городского совета, Белинского, Доротищенского, Зеленского и Тойкутского сельских советов Ковельского района, а также Ружинского сельского совета упразднённого Турийского района.

## Населённые пункты
В состав общины входят 1 город и 14 сёл:
- Ковель
- Белинский старостинский округ:
  - Белин
  - Колодница
- Зеленский старостинский округ:
  - Воля-Ковельская
  - Зелёная
- Ружинский старостинский округ:
  - Городилец
  - Ружин
  - Клевецк
- Тойкутский старостинский округ:
  - Воля
  - Гишин
  - Доротище
  - Заречье
  - Лапни
  - Любче
  - Тойкут